# Перицити

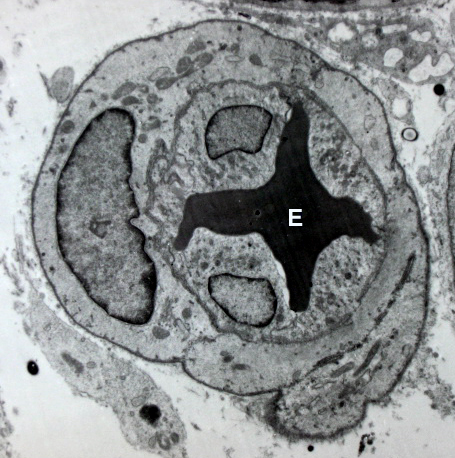
Поперечний переріз через капіляр: в центрі видно еритроцит (E), навколо нього розміщені ендотеліоцити, охоплені одним перицитом

Перицити (клітини Руже) — це сполучнотканинні клітини зіркоподібної форми, що розташовуються зовні від ендотелію капілярів та посткапілярних венул і охоплюють їх своїми відростками. Вони можуть скорочуватись, беруть участь у синтезі елементів базальної мембрани та позаклітинного матриксу, а також виділяють вазоактивні сполуки. Однією із функцій перицитів є регуляція проходження рідини через міжендотеліальні з'єднання.
Перицити — малодиференційовані клітинні елементи, споріднені із міоцитами судин. Вони беруть участь у здійсненні фізіологічної регенерації та утворенні нових капілярів.